# باول ريان (مغني أمريكي)
باول ريان (بالإنجليزية: Paul Ryan)‏ هو مغني أمريكي، ولد في 1971.